# 오스카의 오아시스
《오스카의 오아시스》는 EBS1에서 방영한 애니메이션이다. 비키와 죠니, 라바 등 대한민국의 애니메이션 제작사인 투바 엔터테인먼트와시너지미디어가 제작ㆍ배급하였다.

## 스토리
지독한 햇볕이 이글거리는 불모의 사막, 오스카는 오늘도 평화롭게 사막에서의 하루를 보내려고 하지만 하치, 포피, 버크 삼총사때문에 계속 달콤한 일상을 망치게 된다. 오스카는 오늘도 살아남기 위해 처절하게 달리고 또 달린다.

## 등장 인물
- 오스카

이 만화의 주인공 표범도마뱀붙이 사막의 쓰레기장에서 살아가며, 여러 생필품과 먹을 것을 얻지만 매일 하치, 포피, 버크 삼총사에게 공격을 당한다. 엉뚱한 행동을 잘한다. 특히 옥수수를 좋아하며, 먹을거리만 보면(심지어 파리도) 달려든다. 성우는 양정화
- 오스카의 여자친구

오스카의 여자친구로 가끔은 친하게도 지낸다. 성우는 조현정
- 포피

버크, 하치와 함께 사막에서 나무 집을 짓고 사는 사막여우. 수다스럽고 욕심이 많아서 무리에서 쫓겨났다고 한다. 오스카의 오아시스의 주요 캐릭터 중에서 유일한 암컷이다. 한마디로 홍일점 캐릭터 삼총사 중에서 머리가 가장 뛰어나지만 원체 나머지가 평균 이하이다. 다만 머리만 가장 똑똑하다는 것이지 힘은 삼총사 중에서 제일 약하고 키도 삼총사 중에서 제일 작다. 매일 오스카와 먹을 것을 찾으려고 하치가 끌고 다니는 이상한 운반기구를 타고 쫓아다닌다. 욕심이 많아 음식을 얻었을 때 자신의 것을 크게 하지만 대부분 오스카에게 뺏기는 경우가 많다. 하치 때문에 머리를 썩힌다. 포피의 원래 성별은 암컷 이지만 오스카의 오아시스의 어떠한 미국팬이 만든 애니메이션 에서는 성별이 수컷이 되었다. 성우는 우정신
- 하치

버크, 포피와 함께 사막에서 나무 집을 짓고 사는 하이에나(멧돼지나 너구리 개처럼 보이지만 하이에나다). 지능이 떨어져서 무리에서 쫓겨났다고 한다. 머리는 크지만 머리보다 몸이 먼저 나오고, 체력이 월등해 이상한 운반용물건을 끌고 다닌다. 무식하고 항상 앞으로 나선다. 잡다한 것에 관심이 많다. 덩치에 비해 로맨티스트라고 한다. 가끔은 만화책도 본다.항상 자전거 , 쇼핑카트 , 이동식 병원침대를 소지하고있다 성우는 송준석 (성우)
- 버크

하치, 포피와 함께 사막에서 나무 집을 짓고 사는 어눌하고 겁많은 대머리독수리. 삼총사 중에서 몸이 제일 날씬하며 키도 제일 크다. 매일 하치와 티격태격 싸운다. 날 수는 있지만 잘 날지 않는다. 잘 날지 않는 이유가 어릴적 좋지 못한 경험으로 생긴 고소공포증이라고 한다. 소심한 성격에 결벽증으로 먹을 것도 격식을 차려서 먹는다. 평소에는 졸린 듯이 눈을 반쯤은 지그시 감고 있다. 지능은 포피보다 떨어진다. 성우는 남도형
- 마놀로

픽업트럭이나 큰 화물차를 끌고 다니는 중년의 뚱뚱한 남성. 그러나 마놀로는 매일 잠만 잔다. 삼당사락과 수면경제학을 지랄로 여기고 만화에서 깨어있는 모습을 본 적이 없다. 운전은 로코에게 모두 시킨다.깨어있는모습은 사진으로밖에 볼수없다 성우는 이장원 (성우)
- 로코

마놀로와 함께 다니면서 사막을 가로질러 물건을 운반하는 개. 핸들, 브레이크, 엑셀과 연결되어 있는 줄을 이용해 운전을 하는 똑똑한 개이다. 삼총사보다 오스카와 동맹을 맺는 경우가 마다하다. 성우는 하성용
- 닭들, 병아리

사막에 큰 농장에 있는 닭들이다. 기본적으로 닭들은 전부 암탉들만 있고 수탉들은 없다. 어디서 왔는지 매일 등장한다. 오스카를 계속 잡아 먹으려고 한다. 반대로 오스카는 닭들의 알을 호시탐탐 노린다. 그리고 삼총사를 무서워하는데 가끔씩 정어리의 행동 방식같이 여러 종대, 횡대를 이용해 그들을 공격한다. 엔하위키에 보면 사시라고 나와있으며 멀뚱멀뚱 쳐다볼 때에는 소름이 돋는다고 한다. 닭의 성우는 이선주 병아리의 성우는 김현지 (성우)
- 악어들

사막에 어딘가에 있는 오아시스에서 살고 있는 악어들. 매번 마지막 장면에서 등장하지만, 초반에 가끔씩 등장하는 수도 있다. 성우는 시영준
- 미어캣들

사막에 어딘가에서 살고 있는 미어캣들. 매일 오스카와 포피, 하치, 버크를 괴롭히고 오스카와 함께 삼총사를 협공하는 경우가 마다하다. 성우는 정재헌
- 스컹크

사막에 어딘가에 살고 있는 스컹크. 냄새가 너무 나서 무리에서 쫓겨났다고 한다. 냄새 공격으로 오스카와 삼총사를 골탕먹인다. 성우는 최한
- 헐크 닭

사막에 어딘가에 있는 방사능 폐기물 지역에 들어간 닭이 피폭되어 거대 헐크 닭이 되었다. 에피소드 중 헐크 닭에서만 출연한다.

## 기타
- '오스카의 오아시스'의 캐릭터들은 2008년부터 중소기업은행의 광고모델로도 TV에 출연하고 있다.
- 수상내역 - '서울 국제 만화 애니메이션 페스티벌(SICAF)' 심사위원특별상 수상, '일본 디지콘 애니메이션 공모전' 최우수상 수상